# Асколи (футбольный клуб)
«Асколи Пиккьо» (итал. Ascoli Picchio F.C. 1898) или просто «Асколи» — итальянский футбольный клуб из города Асколи-Пичено, выступающий в Серия C. Основан в 1898 году. Домашние матчи проводит на стадионе «Чино е Лилло Дель Дука», вмещающем 11 326 зрителей.

## История
В 1927 году «Асколи», выиграв Серию С2 (4-й дивизион), вышел в серию С1 (3-й дивизион).
В 1945 году, после Второй мировой войны, клуб сменил название с Unione Sportiva Ascolana на Associazione Sportiva Ascoli.
В 1955 году «Асколи» сливается с клубом «Дель Дука» (Del Duca) и до 1971 года берёт себе имя «Дель Дука Асколи» (Del Duca Ascoli). В 1971 году, желая подчеркнуть своё происхождение, название меняется на Ascoli Calcio 1898.
В 1971 году «Асколи», выиграв Серию С1, прошёл в Серию B (2-й дивизион).
В 1972 году «Асколи» возглавил Карло Маццоне. Под его руководством клуб в 1978 году вышел в Серию А, где пробыл до 1984 года.
Настоящий фурор произвела команда в сезоне 1979/1980, сумев финишировать на четвёртом месте, вслед за «Интером», «Ювентусом» и «Торино» (правда, если бы не дисквалификация «Милана» — была бы пятая строчка). По окончании сезона команда слетала в Канаду, где выиграла товарищеский турнир под названием Кубок красного листа. В следующем сезоне вернулся Маццоне, и «Асколи» выиграл Новогодний турнир (проводился лишь раз, участие принимали 16 команд Серии А), победив в финале «Ювентус» 2:1.
В 1986 году «Асколи» снова выиграл Серию B и вернулся в Серию А.
В 1987 году «Асколи» завоевал Кубок Митропы (один из старейших европейских клубных турниров по футболу).
В 2000 году президентом «Асколи» стал Роберто Бениньи.
В 2005 году «Асколи» занял 6-е место в Серии В и, проиграв в плей-офф, готовился к следующему сезону в Серии В, но в результате Моджигейта и изгнания «Ювентуса» в Серию В, «Асколи» попал в Серию А. «Асколи» занял место в середине таблицы, одним из игроков «Асколи» в тот период был россиянин Виктор Будянский. Уже в следующем сезоне «Асколи» вылетел из Серии А.
В сезоне 2010/11 «Асколи» занял 17-е место в Серии В, опередив всего на одно очко играющий в стыковых матчах «Альбинолеффе».
По итогам сезона 2011/12 «бьянконери» заняли 15-е место в Серии В, избежав вылета, несмотря на то, что старт чемпионата провалили и вплоть до второго круга первенства шли на последнем 22 месте в таблице.
17 декабря 2013 года суд Италии признал «Асколи» банкротом, подтвердив его неплатёжеспособность, сообщает La Gazzetta dello Sport. Собственность клуба временно передана трём чиновникам по вопросам неплатёжеспособности. В ближайшее время они будут пытаться найти покупателя, который сможет ликвидировать долги клуба.
В сезоне 2014/2015 Лиги Про клуб занял второе место в группе Б и попал в стыковые матчи за право сыграть в следующем сезоне в Серии Б. Но уже в первом раунде «Асколи» уступил «Реджине» и выбыл из плей-офф. Однако дисквалификация за договорные матчи победителя группы Б, «Терамо», позволила Асколи всё-таки попасть на следующий сезон в Серию Б.
Сезоны 2015/2016 и 2016/2017 клуб провёл в Серии Б, заняв 15-е и 16-е места соответственно.
На счету клуба 16 сезонов в высшей лиги Италии — Серии А.

## Достижения
- Победитель Кубка Митропы: 1987
- Победитель Серии B (2): 1977/78, 1985/86
- Победитель Серии С1: 1971/72

## Текущий состав
По состоянию на 23 июля 2020 года. Источник: Список игроков на transfermarkt.com
| №              | Игрок                | Страна     | Дата рождения             | Бывший клуб            |         |         |
| Вратари        | Вратари              | Вратари    | Вратари                   | Вратари                | Вратари | Вратари |
| -------------- | -------------------- | ---------- | ------------------------- | ---------------------- | ------- | ------- |
| 1              | Никола Леали         | Италия     | 17 февраля 1993 (32 года) | Перуджа                |         |         |
| 22             | Риккардо Нови        | Италия     | 18 июля 2000 (24 года)    | Воспитанник клуба      |         |         |
| Защитники      |                      |            |                           |                        |         |         |
| 2              | Науэль Валентини     | Аргентина  | 19 сентября 1988 (36 лет) | Овьедо                 |         |         |
| 3              | Лука Раньери         | Италия     | 23 апреля 1999 (26 лет)   | В аренде из Фиорентины |         |         |
| 4              | Эрик Феригра         | Эквадор    | 7 февраля 1999 (26 лет)   | В аренде из Торино     |         |         |
| 5              | Раффаэле Пучино      | Италия     | 3 мая 1991 (34 года)      | Салернитана            |         |         |
| 15             | Эндрю Гравийон       | Гваделупа  | 8 февраля 1998 (27 лет)   | В аренде из Сассуоло   |         |         |
| 17             | Леонардо Серникола   | Италия     | 30 июля 1997 (27 лет)     | В аренде из Сассуоло   |         |         |
| 23             | Риккардо Броско      | Италия     | 3 февраля 1991 (34 года)  | Верона                 |         |         |
| 28             | Кристиан Андреони    | Италия     | 30 мая 1992 (33 года)     | Виченца Виртус         |         |         |
| 34             | Мигель Де Алькантара | Бразилия   | 22 февраля 2000 (25 лет)  | Сан-Паулу              |         |         |
| Полузащитники  |                      |            |                           |                        |         |         |
| 6              | Микеле Трояно        | Италия     | 7 января 1985 (40 лет)    | Виртус Энтелла         |         |         |
| 7              | Микеле Кавьон        | Италия     | 8 декабря 1994 (30 лет)   | Кремонезе              |         |         |
| 8              | Давиде Петруччи      | Италия     | 5 октября 1991 (33 года)  | Ризеспор               |         |         |
| 14             | Марио Пиччинокки     | Италия     | 21 февраля 1995 (30 лет)  | Лугано                 |         |         |
| 19             | Симоне Падоин        | Италия     | 18 марта 1984 (41 год)    | Кальяри                |         |         |
| 27             | Мирко Эрамо          | Италия     | 12 июля 1989 (36 лет)     | Виртус Энтелла         |         |         |
| 30             | Петар Брлек          | Хорватия   | 29 января 1994 (31 год)   | В аренде у Дженоа      |         |         |
| 35             | Диогу Пинту          | Португалия | 29 июня 1999 (26 лет)     | Бенфика                |         |         |
| 38             | Леонардо Морозини    | Италия     | 13 октября 1995 (29 лет)  | В аренде у Брешии      |         |         |
| Нападающие     |                      |            |                           |                        |         |         |
| 9              | Джанлука Скамакка    | Италия     | 1 января 1999 (26 лет)    | В аренде из Сассуоло   |         |         |
| 10             | Лоренцо Россети      | Италия     | 5 августа 1994 (30 лет)   | Ювентус                |         |         |
| 11             | Никола Нинкович      | Сербия     | 19 декабря 1994 (30 лет)  | Дженоа                 |         |         |
| 16             | Маттия Д’Агостино    | Италия     | 12 мая 2000 (25 лет)      | Воспитанник клуба      |         |         |
| 28             | Марчелло Тротта      | Италия     | 29 сентября 1995 (29 лет) | В аренде из Фрозиноне  |         |         |
| 21             | Джакомо Беретта      | Италия     | 14 марта 1992 (33 года)   | Фоджа                  |         |         |
| 31             | Рикарду Матуш        | Португалия | 25 марта 2000 (25 лет)    | Бенфика                |         |         |
| 36             | Давиде Ди Франческо  | Италия     | 19 января 2001 (24 года)  | Воспитанник клуба      |         |         |
| 37             | Морис Чович          | Германия   | 17 апреля 1998 (27 лет)   | В аренде из Герты      |         |         |
| Главный тренер |                      |            |                           |                        |         |         |
|                | Роберто Бреда        | Италия     | 21 октября 1969 (55 лет)  | Пескара                |         |         |

## Форма

### Домашняя
| 2016/17 | 2017/18 | 2018/19 | 2020/21 | 2021/22 | 2023/24 | 2024/25 |

### Гостевая
| 2016/17 | 2017/18 | 2018/19 | 2019/20 | 2021/22 | 2022/23 | 2023/24 | 2024/25 |

### Резервная
| 2016/17 | 2018/19 | 2019/20 | 2021/22 | 2022/23 | 2023/24 | 2024/25 |

Источники:,